# Toxinopsis
Toxinopsis es un género de foraminífero bentónico considerado como nomen nudum e invalidado, y, aunque de estatus incierto, podría ser perteneciente al Suborden Astrorhizina del Orden Astrorhizida. No fue asignada su especie-tipo, aunque Askopsis longicollis podría ser considerada como tal. Su rango cronoestratigráfico abarcaba el Holoceno.

## Discusión
Clasificaciones previas incluirían Toxinopsis en el Suborden Textulariina y/o Orden Textulariida Fue originalmente incluido en el grupo llamado Pateux, junto con Bathysiphon y otros aglutinados de aspecto calcáreo, con una pared de partículas pequeñas cementadas homogéneamente.

## Clasificación
Toxinopsis incluía a la siguiente especie:
- Toxinopsis vermiculus